# 麻振军
麻振军（1962年—），河南省平舆县十字路乡大麻庄人。中国人民解放军中将。中国共产党第十九届中央委员会候补委员。

## 生平
曾历任广州军区空军航空兵第二师任飞行员、中队长、大队长、二师苏-27团团长。2000年5月任广州军区空军第二师师长，后任广州军区空军副参谋长。2008年任济南军区空军副司令员，2010年5月任北京军区空军参谋长，2011年3月任中国人民解放军空军副参谋长，2012年8月任北京军区空军司令员，2013年8月任中国人民解放军空军参谋长。2017年12月，改任中国人民解放军空军副司令员。2021年3月依新《现役军官管理暂行条例》，因连续任副战区职超过8年退出现役。
2013年晋升中国人民解放军空军中将。